# Charora crassivenosa
Charora crassivenosa är en insektsart som beskrevs av Henri Saussure 1888. Charora crassivenosa ingår i släktet Charora och familjen gräshoppor. Inga underarter finns listade i Catalogue of Life.